# Joachim Charton
Pour les articles homonymes, voir Charton.
Joachim Charton, né le 28 août 1746 à Lyon (Rhône), mort le 6 janvier 1798 à Padoue (Italie), est un général de brigade de la révolution française.

## États de service
Il entre en service comme volontaire à la légion de Soubise en 1768, sous lieutenant l’année suivante, il est nommé capitaine en 1772. En 1777, il est attaché au corps des dragons, et il assume la fonction de grand prévôt de la connétablie en 1778.
En 1789, il est commandant de bataillon de la garde nationale, et aide de camp du général La Fayette. Il est nommé colonel chef de brigade au 5e régiment de dragons le 21 octobre 1791, et il est promu général de brigade le 13 janvier 1792. Il est renvoyé de l'armée sur une sommation de « Marat et consorts » et il est emprisonné pendant la Terreur.
À force de démarches, il est remis en activité et envoyé à l’armée d’Italie en mars 1797. Il prend le commandement de Mondovi, et le 15 septembre 1797, Bonaparte le désigne pour commander la place de Porto-Legnago.
Le 6 janvier 1798, il meurt à Padoue, dans la maison Selvatico, et il est inhumé au pied de la pyramide triomphale élevée par les Français sur la place des Statues.

## Sources
- Journal de voyage du général Desaix, Suisse, Italie (1797), édition Plon, 1907, page 128.
- Giuseppe Gennari, Notizie Giornaliere di quanto avvenne specialmente in Padova dall'anno 1739 all'anno 1800, Rebellato editore, 1984, p. 989
- (en) « Generals Who Served in the French Army during the Period 1789 - 1814: Eberle to Exelmans »